# Policarpo Bonilla
José Policarpo Bonilla Vásquez (Tegucigalpa, 17 de marzo de 1858 - Nueva Orleans, Estados Unidos de América, 11 de septiembre de 1926) fue un abogado y político hondureño. Fue proclamado presidente el 24 de diciembre de 1893 en rebelión contra el gobierno conservador constituido, ejerciendo como vigesimosexto presidente en forma de facto a partir del 22 de febrero de 1894 hasta el 31 de enero de 1895 seguidamente fue elegido vigesimoséptimo presidente constitucional de Honduras en el periodo del 1 de febrero de 1895 al 1 de febrero de 1899 al resultar vencedor en elecciones generales.

## Biografía
José Policarpo Bonilla Vásquez, nació en la ciudad de Tegucigalpa el 17 de marzo de 1858; sus padres fueron el abogado Inocencio Bonilla y la señora Juana Vásquez ambos de nacionalidad nicaragüense. Realizó sus estudios superiores en la Universidad Central de Honduras (hoy UNAH) graduándose en Derecho. El 27 de septiembre de 1900 contrae matrimonio con Enma Gutiérrez Lardizabal hija del diplomático abogado Carlos Gutiérrez Lozano.
Policarpo Bonilla como empresario, fue fundador de la Sociedad Fortín & Bonilla una empresa mercantil con un monto de cien mil Pesos, que comenzó a funcionar en 1884 y de los cuales obtuvo buenas ganancias, el local estuvo localizado en el ángulo de la Plaza Morazán, (anteriormente Casa Quan), a finales del siglo XIX la sociedad se fracturó, pero Bonilla, se unió a personajes como Florencio Xatruch, los estadounidenses Enrick Level y Thomas R Lombard, ambos neoyorquinos, asimismo como socios estaban los mineros Sinesio Andino, quien era el alcalde municipal de Yuscarán, Abelardo Zelaya, José María Lazo, Manuel Siqueiros, entre otros empresarios que conformaron la Paradiso Reduction Co..

## Vida
Su vida política y pública comienza cuando fue parte de las administraciones presidenciales, tanto del doctor Marco Aurelio Soto y del conservador general Luis Bográn. En el año de 1880 es electo Diputado al Congreso Nacional. Seguidamente en 1883 es nombrado Gobernador Político de Tegucigalpa, en sustitución del traidor general Longino Sánchez que intenta dar golpe de Estado al presidente Luis Bográn. Para 1891 Candidato presidencial por el liberalismo en las Elecciones generales de Honduras de 1891, en las que salió vencedor el general Ponciano Leiva del Partido Progresista. 
A través de su fuerte personalidad logró inducir la creación del partido político más antiguo de Honduras el Partido Liberal de Honduras que fue creado a través de una Convención de Líderes, un 5 de febrero de 1892. Movimiento político que se desarrolla ante la ausencia de un sector social nacional dominante que dirigiese a la Sociedad Hondureña y el auge de las ideas del liberalismo económico clásico inglés. Por lo cual sus planteamientos sustentan el desarrollo de la Economía de Enclave que surgió con la Reforma Liberal y que continuara muy avanzado el siglo XX.

### Presidente de Honduras
En 1893 Bonilla fungía en el cargo de Secretario de Estado en el Despacho de la Gobernación, saliendo más tarde fuera de Honduras, un 24 de diciembre de 1893, apoyado por el gobierno liberal de Nicaragua presidido entonces por José Santos Zelaya, Policarpo Bonilla se proclama Presidente de Honduras en la Costa de los Amates, Nacaome, en rebelión contra el gobierno del General Domingo Vásquez lo que provocó un conflicto bélico entre ambos países. Pero las tropas aliadas a Bonilla no llegaron a Tegucigalpa sino hasta el 22 de febrero de 1894 triunfantes hicieron uso de la capital la denominada Revolución Liberal de 1894 acaudillada por Bonilla, instalando este su gobierno en la capital Tegucigalpa y administrando el país hasta enero de 1895, período en el cual, se promulga la Constitución de Honduras de 1894.
En elecciones generales es electo Presidente Constitucional para el período del 1 de febrero de 1895 y nombrándose a Manuel Bonilla como Vicepresidente, lo que valió para considerarse como otra "Dictadura republicana" en Honduras. Su Vicepresidente general Manuel Bonilla renunciara en fecha 11 de diciembre de 1896, arguyendo problemas de familia y también renunciara su ministro de Hacienda, general Miguel Rafael Dávila Cuéllar. Existía un descontento en el país, mismo que fue multiplicándose, hasta llegar al grado de intentar separarlo de la presidencia en una rebelión armada entre partidarios "sotistas" y fuerzas gubernamentales; El mismo Doctor Enrique Soto, -primo hermano de Marco Aurelio Soto- junto a sus seguidores tomaron Puerto Cortés y desde la república de El Salvador los "Sotistas" al mando de Manuel S. López tomaron la ciudad de La Esperanza y proclamarón como presidente al Doctor Enrique Soto, dicha rebelión fue aplastada y el doctor Bonilla continuó en la presidencia hasta el 1 de febrero de 1899.

### Unionista
Intentó crear la Unión Centro Americana reuniéndose para ello en el puerto de Amapala, los presidentes de Nicaragua, El Salvador y Honduras, en lo que se denominó como el Pacto de Amapala; esfuerzo unionista que terminó a causa del triunfo de la revolución que en El Salvador, encabezaría el General Tomas Regalado.

### Diputado por Copán y exílio
En 1903 Bonilla, es electo diputado representante por Copán, ante el Congreso Nacional de Honduras, mientras Juan Ángel Arias Boquín se encuentra en la administración, pero el 8 de febrero de 1904 es arrestado y puesto en prisión hasta 1906, a su salida viaja con rumbo a El Salvador donde encabeza un movimiento liberal armado que deponé al general Manuel Bonilla como presidente en el Conflicto armado en Honduras de 1907.

### Guerra Anglo-Hondureña (1898)
En 1898 finales del siglo XIX, tras la presidencia de Policarpo Bonilla, el ejército británico invadió militarmente Honduras específicamente lo que hoy  es Omoa, y San Pedro Sula. Esta campaña británica con su columna de 8,000 unidades tuvieron las ciudades Hondureñas por 10 días, sin embargo el ejército Hondureño solo mantuvo vigilante del resto de las ciudades vecinas. No fue sino hasta el 22 de marzo de 1898 que el ejército de Honduras tomó cartas en el asunto: con su dificultoso ejército, con apenas 1,500 soldados, los hondureños expulsan y capturan al comandante del ejército invasor, por el comandante del ejército de Honduras Terencio Sierra. Algunos datos no se deben olvidar Honduras y El Reino Unido ya mantenían relaciones desde mucho tiempo atrás. El motivo de esta guerra se debe a que el ejército británico iba con las intenciones de invadir Guatemala por problemas con Belice. Sin embargo en su lugar invadió territorio Hondureño, con la dificultad del mapa de la región de esa época, (Recordemos que se tenían problemas fronterizos los países Centroamericanos) el presidente Policarpo Bonilla acordó con el ministro británico de relaciones exteriores un acuerdo en el cual el gobierno británico debería cumplir para remediar el daño.
(a) Disculpas al gobierno de Honduras.
(B) Indemnización económica para las familias afectadas por la guerra.
(C) Indemnización y reconstrucción de los daños causados por el ejército.
Honduras y Reino Unido acordaron lo anterior, y se cumplió, y hasta el día de hoy ambas naciones siguen con sus relaciones como si no hubiera pasado nada.

### Representante diplomático por Honduras
Bonilla fue nombrado Jefe de la Delegación de Honduras a las Conferencias de Medicación en la ciudad de Washington para resolver los asuntos limítrofes con Guatemala y Nicaragua. Seguidamente en 1919 siendo presidente Francisco Bertrand Barahona, nombró al Doctor Policarpo Bonilla como representante de Honduras en las "Conferencia de Paz de París (1919) o Conferencias de Paz de Versalles, en Francia" que pondrían fin a la Primera Guerra Mundial.

### Candidato presidencial
De regreso en Honduras el doctor Bonilla es nombrado Presidente de la Asamblea Nacional Legislativa en 1921 y en 1923 fue nombrado candidato presidencial en las Elecciones de 1923 por el Partido Liberal Constitucionalista siendo su compañero de fórmula y como Vicepresidente el Abogado Mariano Vásquez; estas elecciones las ganó Tiburcio Carias Andino y que no tomó posesión, debido a que Rafael López Gutiérrez se declaró dictador en febrero de 1924, Más tarde y en el mismo año, una vez vuelto a la normalidad política a Honduras, Policarpo Bonila es candidato presidencial en las Elecciones generales de Honduras de 1924, que ganara el conservador Miguel Paz Barahona y a las cuales se aduce fraude y debido a las persecuciones políticas, es obligado al exilio, radicándose en El Salvador y de allí parte hacia los Estados Unidos de América, nación que sería su última residencia falleciendo el 11 de septiembre de 1926 en la ciudad de Nueva Orleans.